# الشكل الحقيقي (الطاوية)

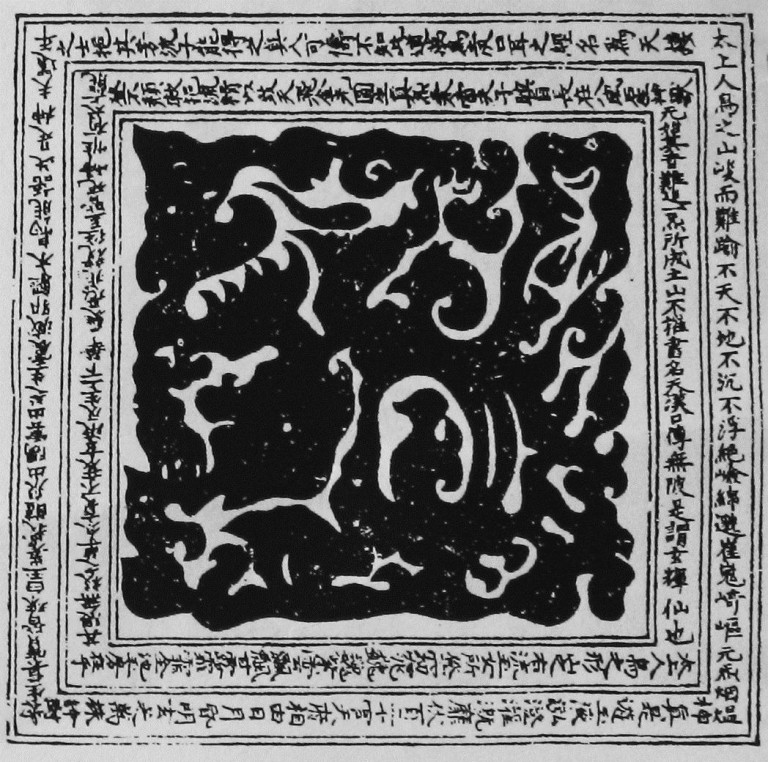
تتميز الصورة الطاوية بطابعها الفريد في مفهومها لـ"الزينكسينج" (真形، أو "الشكل الحقيقي")، وهو مصطلح صاغه الطاويون في العصور الوسطى وتم توثيقه في العديد من نصوص ذلك الوقت. وبصورة عامة، يمكن أن ينطبق "الشكل الحقيقي" على إله أو أيقونة أو ذات نقية أو تعويذة أو صورة.

الطاوية، مفهوم الشكل الحقيقي (الصينية: 真形 / 眞形؛ بينيين: Zhēn xíng) هي نظرية ميتافيزيقية تفترض أنه يوجد جوهرًا ثابتًا للأشياء "هي صور الداو الأبدي بدون شكل"، هذا الاعتقاد موجود في التقاليد الطاوية الصينية مثل مجموعة السيادات الثلاثة حيث يؤكدون على قدرة التعويذات والرسوم البيانية في تصوير كل من "الأشكال الحقيقية" و"الأسماء الحقيقية" (真名، Zhēn míng) للشياطين والأرواح، تعتبر هذه التمثيلات الطلسمانية بمثابة نوافذ على المادة الميتافيزيقية للكيانات التي تصور "شكلها الحقيقي" و"اسمها الحقيقي". نظرًا لأن كلاً من "الشكل الحقيقي" و"الاسم الحقيقي" للكيان وجهان لعملة واحدة فإن المخططات والطلسمات يمكن أن تكون بمثابة تمائم سحرية أو أدوات استدعاء للآلهة التي يعتقد الطاويون أنها تسكن الجبال الكونية.
أنشئ الطاويون مخططات (ألبومات) تصور هذه "الأشكال الحقيقية" للمساعدة في إرشادهم بأمان عبر الأماكن المقدسة أثناء رحلات حجهم، ثم قاموا لاحقًا بإنشاء تعويذات (تمائم) تعرض المخططات ذات الأشكال الحقيقية. كان من السهل حمل تعويذة على الشخص وتوفير الحماية للباحثين عن الداو أثناء رحلتهم في هذه المناطق الجبلية.
لا ينبغي الخلط بين هذا المفهوم والمفهوم الكونفوشيوسي عن "الشكل الحقيقي" (深情، حرفيًا "المشاعر المدفونة في الأعماق").

## مفهوم
خلال فترة العصور الوسطى (中世紀) طور الطاويون فكرة "الشكل الحقيقي" أو زينكسينج، يشير مصطلح "الشكل الحقيقي" إلى الشكل الأصلي لشيء ما كجزء من الداو (道، dào) الذي يشير إليه الطاويون باسم "الصورة العظيمة بدون شكل" (大象無形) ويمكن تطبيقه على نطاق واسع لأشياء مثل إله أو أيقونة أو نفس مطهرة أو طلسم أو صورة. كانت التعويذات والرسوم البيانية في الأساس عبارة عن تصوير لكيانات فوق الأرض وأعطت شكلًا يمكن ملاحظته بصريًا للمادة الميتافيزيقية لـ "صورة" كائن فوق الأرض التي أشاروا إليها باسم شيانغ (象)، يعتقد الطاويون أن "الشكل الحقيقي" أو اسم الروح المنقوش على التعويذة يكون مقروءًا فقط للكائنات الخارقة للطبيعة وأن امتلاك مثل هذا التعويذة يعطي نوعًا من "السيطرة" المؤقتة على الكيان الذي يمتلك اسمه أو شكله. كانت أسماء الكيانات تُكتب عادةً بالخط السماوي (天文) وهو نوع من الكتابة الطلسمانية الإلهية وهي وسيلة دعم وفقًا للتعليمات المقدمة إلى صانع التعويذة بالأحرف الصينية التقليدية. بمجرد إعادة إنتاج التعويذة كان لا بد من تفعيلها من خلال طقوس تسمح لهم بالتحكم في الكيانات المرتبطة بها.
ينظر الطاويون إلى "الشكل الحقيقي" باعتباره الجودة الداخلية وغير المرئية في كثير من الأحيان التي لا شكل لها للكيان والتي يتناقضون مع الشكل الخارجي والمرئي والمحدد للكيان، باعتبارها مفهومًا رئيسيًا وراء الرؤية الطاوية فإن "الأشكال الحقيقية" ليست ثابتة واكتساب القدرة على رؤية هذه الظواهر الأساسية والسرية يستلزم رحلة نشطة. يدعي ممارسون الطاوية أن القدرة على رؤية "الأشكال الحقيقية" تتطلب من الشخص التأمل والتصور وتلقي الوحي الروحي وهو الأمر الذي يتطلب الممارسة والكثير من الانضباط الديني.
"الأشكال الحقيقية" بمثابة المفهوم الأصلي للمفاهيم الطاوية ذات الصلة مثل "الأسماء الحقيقية" (真名)و"الأسماء المخفية الحقيقيه"(真諱) و"الطلسمات الحقيقية"(真符) و"الشخصيات الحقيقية"(真字) و"النصوص الحقيقية" (正本).
وفقًا لعالم الصينيات الهولندي كريستوفر شيبر فإن مفهوم "الأشكال الحقيقية" هو المفهوم الموحد المركزي الذي يوحد كلاً من الفن والطقوس الطاوية.
بالإضافة للطاويين فقد اعتمد البوذيون الصينيون أيضًا "الأشكال الحقيقية" والمفهوم ذي الصلة "الوجوه الحقيقية" (真容) في ممارساتهم.

## الرسوم البيانية الحقيقة
من أجل تصور "الأشكال الحقيقية" طور الطاويون في العصور الوسطى ما أسموه مخططات الأشكال الحقيقية (真形圖، zhēn xíng tú)، هذه المخططات ذات الشكل الحقيقي هي في العادة مخططات غير رمزية منظمة في تكوين محير يصور الجنة المستوحاة من الجبال (مثل الكهف والسماء) والمواقع المقدسة وDiyu (الجحيم). تم تصنيفها بواسطة Guo Ruoxu (郭若虛) على أنها "لوحات سحرية" (術畫) وفي الداوسانج تم تصنيفها على أنها "مخططات رقمية". يعتقد الطاويون أن المخططات والتعويذات ذات الأشكال الحقيقية لديها القدرة على الكشف عن "الأشكال الحقيقية" للأرواح والشياطين والكيانات السماوية التي تسكن العالم، بالإضافة إلى أماكن مثل الجبال. استخدم الطاويون هذه المخططات "ذات الشكل الحقيقي" للتواصل والحماية وفيما يتعلق بوظيفتهم الوقائية فقد قال جي هونغ: "إن وجود ألبوم الأشكال الحقيقية لجبال المسيرة الخمسة في منزلك يمكّنك من صد الاعتداء العنيف وصد أولئك الذين يرغبون في إلحاق الأذى بك فهم أنفسهم سيعانون من الكارثة التي يسعون إلى إلحاقها بك."
مما يشير إلى أن امتلاك مخطط لنموذج حقيقي يمكن أن يحافظ على سلامة أصحابه من الأذى المحتمل.
وفقًا للأستاذ شيه شان سوزان هوانغ (黃士珊) تم تصميم المخططات ذات الأشكال الحقيقية عمدًا لتكون غير مفهومة للأشخاص العاديين لأنها جزء من التعاليم الباطنية للطاوية ولا يمكن قراءتها إلا من قبل أولئك الذين تم تدريبهم على القيام بذلك، تتمتع الطقوس الطاوية بمكانة بارزة في ثقافتهم البصرية والعكس صحيح حيث تمثل المخططات ذات الشكل الحقيقي الأكثر سرية بُعدًا طقوسيًا "خارجيًا" يمكنه تحويل التجارب "الداخلية"، علق على هذا جي هونغ أنه خلال عهد أسرة وو الشرقية كان رجلًا يُدعى جيا شانغ (介象) قادرًا على قراءة نص التعويذة ومعرفة ما إذا كان أصيلًا أم غير أصيل، ادعى جي هونغ أنه إذا حاول شخص ما اختباره عن طريق إزالة التسميات التوضيحية من أي تعويذة علاجية أو تعويذة فإن جيا شانغ لا يزال بإمكانه معرفة ما هو مكتوب فيها وأنه كان قادرًا حتى على تصحيح بعض الأخطاء فيها، بالرغم من ذلك لم يتمكن أحد من قراءة نص التعويذة بعد جيا شانغ مما يعني أنه كان من المستحيل معرفة ما إذا كانوا على صواب أم خطأ.
يعتبر الطاويون عادةً مخطط الشكل الحقيقي لجبل مان-بيرد (人鳥山真形圖, Rén niǎoshān zhēn xíng tú) ومخطط الشكل الحقيقي للقمم الخمس المقدسة (五嶽真形圖, Wǔyuè zhēn xíng tú) باعتبارهما الرسم البياني الحقيقي اثنين من أهم المخططات النموذجية الحقيقية، هذه المخططات (الألبومات) التي تحتوي على صور اتخذت شكل مناظر طبيعية جبلية مقصورة على فئة معينة يمكن رؤيتها من منظور عين الطائر، زودت مستخدميها بالتوجيه والحماية اللازمة أثناء الرحلات عبر المناطق المقدسة، ترتبط رموز المخططات ذات الشكل الحقيقي بالتكوينات الموجودة في فنغ شوي والخط الصيني والطب الصيني التقليدي ورسم الخرائط الصينية التقليدية.
- جي هونغ (283-343) يشيد بمجموعة التعويذات مقتبسة من عمله المعلم الذي يحتضن البساطة.

## مخطط الشكل الحقيقي لجبل مان بيرد
عادةً ما يعتبر العلماء الرسم البياني الحقيقي لجبل مان-بيرد (人鳥山真形圖) نوعًا من "خريطة الجبال الخيالية"(仙山圖) أو "صورة أرض الخيال"(仙境圖)، يعتبر الباحثون عمومًا هذا المخطط بمثابة خريطة مجمعة لـ "الجبل الخالد" (仙山) أو "الأرض الخيالية" ذات أهمية لاهوتية وجغرافية، يعتبر بعض العلماء الرسم البياني الحقيقي لجبل مان بيرد بمثابة جبال كونلون معتقدين أن "جبل كونلون هو جبل مان بيرد أو جبل سبيريت بيرد وأم الطيور هي الملكة أم الغرب"، يلخص الباحث كاي لينبو إلى أنه بدلاً من أن يكون خريطة مثل العديد من المخططات ذات الأشكال الحقيقية، فإن مخطط الشكل الحقيقي لجبل مان-بيرد هو في الواقع وصف لآلية "تقارب تشي السماوية والأرضية" (天地氣) داخل جسم الإنسان.
يجادل كاي بأن مخطط الشكل الحقيقي لجبل مان-بيرد تم تصميمه لتوجيه الطاويين المبتدئين في التأمل (存思) وتفعيل تشي (行氣). في الطب الصيني القديم تتحكم آلية تحريض تشي (氣交) في نقل وتحويل الطعام وتداول دم تشي في الجسم وتوليد وتخزين الجوهر الحيوي، أشار الكهنة الطاويون القدماء إلى آلية تحريض تشي على أنها "تنظيم تشي باللون الأصفر المركزي" (黃中理炁).
الأصول الدقيقة لمخطط الشكل الحقيقي لجبل مان-بيرد غير معروفة وقد تم تأريخ إنشائه إلى فترة تتراوح من السلالات الشمالية والجنوبية إلى أسرة تانغ. من المحتمل أن تكون أصول مخطط الشكل الحقيقي لجبل مان-بيرد وغيره من المخططات ذات الأشكال الحقيقية مستوحاة من الأعمال البوذية في القرنين التاسع والعاشر.
شن ديونغ (辛德勇)، صورة الرؤية الصوفية "محاطة بكلمات توضيحية مع آثار واضحة لتقليد تعويذة التانترا البوذية (陀羅尼)" وهو ما أكدته سوزان هوانغ التي تدعي أن "تجاور النص والصورة يشبه تصميم من ورقة واحدة للتعاويذ البوذية المعروفة باسم مخطط الظهراني للكلمة الحقيقية (陀羅尼真言) التي كانت شائعة في القرنين التاسع والعاشر"، تشير حقيقة أن الطاويين استعاروا بشكل كبير من البوذيين خلال هذه الفترة إلى أن المخططات ذات الأشكال الحقيقية للطاوية كانت لها وظائف مماثلة للأعمال البوذية ومن المحتمل أن تعود إلى نفس الفترة، على الرغم من الإلهام البوذي الباطني الموجود في مخطط الشكل الحقيقي لجبل مان-بيرد إلا أن أصوله لا تزال مشتقة من التقاليد الثقافية القديمة للسكان الأصليين؛ حيث تتبع هوانغ تاريخ لوحة مان-بيرد (人鳥) وجادل بأن رجل طائر (人鳥) على اللوحة الحريرية على شكل حرف T من قبر هان في موانغدوي ورجل الطائر (人鳥) في لاوجون (老君) من القرن الثاني الميلادي يعكس تقليد رسم رجل الطائر (人鳥) 人鳥圖) في الفن الصيني المبكر، اعتمدت الطاوية على هذا التقليد القديم؛ المتمثل في رسم الإنسان الطائر (人鳥) وحولته إلى شيء خالد.
في حين أن تخطيط ووظيفة مخطط الشكل الحقيقي لجبل مان-بيرد قد يشبه المخطط البوذي المعاصر داراني فإن طريقة تنظيمه بتقسيم ثنائي مستوحاة من المفهوم الطاوي لفكرة يين ويانغ عن السماء والأرض، مثل يصور الرسم البياني الحقيقي لجبل مان-بيرد الجزء الأرضي من الجبل بينما يصور نص الفولو الطاوي الجزء السماوي، يرى شيه شان سوزان هوانغ أن نقاط الحبر والثقوب الموجودة في الرسم البياني الحقيقي لجبل مان بيرد هي نقل ظاهري و مقصور على فئة معينة لوظيفتها الطقسية، يشير لينرت جيستركامب إلى أنه يعتقد أنها قد تمثل طاقات محفزة لمغارة السماء ويقع داخل الجبل.

## الأشكال الحقيقية للجبال الخمسة المقدسة
الجبال الخمسة الكبرى والمعروفة أيضًا باسم Five Marchmounts هي مجموعة من الجبال الصينية الوسطى التي تعتبر مقدسة من قبل ممارسي الطاوية، تُعرف هذه الجبال عادةً بأنها جبل تاي (泰山) وجبل هنغ (衡山) وجبل سونغ (嵩山) وجبل هوا (華山) وجبل هنغ (恆山). سجل الطاويون "الأشكال الحقيقية للجبال الخمسة المقدسة" والأنهار المحيطة بها سواء في المخططات ذات الأشكال الحقيقية أو في التعويذات (فولو) التي تصورهم بالعديد من التقلبات والمنعطفات.
الأصول الدقيقة لمخطط الأشكال الحقيقية للقمم الخمس المقدسة (五嶽真形圖, Wǔyuè zhēn xíng tú) غير معروفة ومن المحتمل أنه تم إنشاؤها خلال أواخر فترة أسرة هان أو وي أو جين.
على الرغم من أن مخطط الأشكال الحقيقية للقمم الخمس المقدسة لم يعد موجودًا إلا أن العديد من النسخ اللاحقة والمخططات الشبيهة بالخريطة المستوحاة منه ظلت مهمة في الديانة الطاوية، وفقًا للمقدمة الملفقة لـ داو زانغ المنسوبة إلى الباحث والمسؤول في فترة أسرة هان فانغشي ("سيد الباطنية") والمؤلف ومهرج البلاط دونغفانغ شو، انتقلت صور الجبال إلى الأجيال اللاحقة باسم مخطط الأشكال الحقيقية من القمم الخمس المقدسة تم رسمها شخصيا من قبل الإمبراطور الأصفر، في عام 1910 درس عالم الصينيات الفرنسي إدوارد شافان الرسم البياني الذي يحمل عنوان مخطط الأشكال الحقيقية للقمم الخمس المقدسة الذي يعرض النقوش والتمثيلات التصويرية لجبل تاي التي يعود تاريخها إلى القرن الرابع عشر فصاعدًا، في عام 1926 نشر الباحث الياباني إينوي دراسة مفصلة عن التاريخ النصي المعقد لمخطط الأشكال الحقيقية للقمم الخمس المقدسة؛ حيث قال إن النص المعنون Dongxuan lingbao wuyue guben zhenxing tu المحفوظ في داو زانغ هو أقدم نسخة موجودة من المخطط. يشير إينوي إلى أن الصور التي درسها إدوارد شافان تختلف بشكل ملحوظ عن تلك الموجودة في Dongxuan lingbao wuyue guben zhenxing tu وأنها مستمدة من تطور لاحق للعبادة في مرحلة ما بعد تانغ.
فيما يتعلق بأصول المخطط أشار جي هونغ إلى "تقنيات أوامر الملوك الثلاثة لاستدعاء الآلهة السماوية والأرواح التلورية" ويتكهن بأن مخطط الأشكال الحقيقية للقمم الخمس المقدسة كانا في الأصل عبارة عن مخطط واحد، حيث تم ببساطة إرفاق الرسوم التوضيحية للمخطط النموذجي بأوامر الملوك الثلاثة (三皇文).

## في البوذية
على الرغم من محاولتهم في تشويه سمعة استخدامها خلال عهد أسرة تانغ ومحاولة إلغاء الوضع القانوني لأوامر الملوك الثلاثة تحت رعاية الإمبراطور تايزونغ من تانغ، اعتمد ممارسين البوذية الكتابة الطاوية التعويذة (فولو) ومخططات الشكل الحقيقية حول نفس وقت، بدأ البوذيون الصينيون في تبني كل من التعويذات الطاوية والرسوم البيانية الحقيقية جنبًا إلى جنب مع الممارسات المرتبطة بهم وإعادة صياغتها لتتناسب مع الآلهة البوذية والمفاهيم الميتافيزيقية وعلم الكونيات، حدث هذا التبني في وقت ما خلال أواخر القرن السادس وكان سياسيًا بطبيعته حيث كانت هذه المفاهيم الطاوية معروفة بالفعل ومستخدمة في دوائر النخبة في ذلك الوقت ومن شأنها أن تمنح البوذيين المزيد من الشرعية السياسية، إن استخدام كل من التعويذات والمخططات ذات الأشكال الحقيقية أمرًا ضروريًا مع انتشار الأدوات الصينية الأصلية التي ظهرت في الطقوس الدينية التي ترعاها الدولة والطقوس القضائية والإدارية فإن هذا أسهم في تبني البوذيين مجموعة دينية أكثر "شرعية" حيث كانوا يتنافسون مع الطاويين للحصول على الرعاية الإمبراطورية، بسبب الاستخدام الديني للتعويذة الطاوية "الكتابة السحرية" والرسوم البيانية الحقيقية في البوذية الصينية واليابانية فقد أصبحت في الأساس "أوعية نظيفة لمتجهات المعنى من الدرجة الأولى وفي الوقت نفسه بسبب عدم وضوحها مما يسبب نفس الشيء"، إن تعويذة أو مخطط للإشارة إلى إله النهر الداوي المحلي وكذلك إلى Vidyārāja يكون تمثيلًا للمساحة الداخلية لجبل مقدس في اللاهوت الطاوي أو هيكل Vajradhātu للبوذي اعتمادًا على الدين الذي يتبعه الشخص. على الرغم من هذه الحقيقة إلا أنه غالبًا ما يكون لكل من الكتابة التعويذة والرسوم البيانية ذات الشكل الحقيقي معنى دلالي دائم من الدرجة الثانية يتجاوز تفسيرها المتغير.
في حين أن كتاب Taishō Tripiṭaka الصيني الياباني يتضمن إشارات عديدة إلى كتابة التعويذات الطاوية إلا أن المخططات ذات الشكل الحقيقي للطاوية غائبة بشكل ملحوظ عن العمل. يتوقع دومينيك ستيفو عالم الديانات الصينية أن هذا قد يكون هو الحال لأن فكرة "الشكل الحقيقي" ربما كانت مرتبطة ارتباطًا وثيقًا بالطاوية بينما كان يُنظر إلى أسلوب الكتابة فو على أنه "أكثر عمومية"، علاوة على ذلك يشير ستيفو إلى أن البوذيين لديهم بالفعل فكرة تعادل "الأشكال الحقيقية" المعروفة باسم تجسيدات سمايا (三耶形) وأشكال سمايا (三昧耶形 او  三形)  التي يمكن أن تربط المفهوم الطاوي، هذه المصطلحات في البوذية هي إشارات إلى تلميحات للجوهر الروحي الأساسي للوجود الإلهي للبوذا والبوديساتفاس؛ مما يعني أن المفهوم كان مشابهًا لأحد أقدم التفسيرات الطاوية للكتابة التعويذية حيث يمكن ترجمة كلمة سامايا على أنها "الجمع معًا" وهي علاقة موجودة أيضًا في "الأسماء الحقيقية" و "الأشكال الحقيقية" الطاوية. في المصادر البوذية يتم تمثيل السمايا أحيانًا بطريقة مشابهة للمخططات النموذجية الحقيقية حيث يتم دمجها بيانيًا في الرسوم البيانية.